# Danh sách nhân vật phụ trong truyện Harry Potter
Những nhân vật phụ trong bộ truyện Harry Potter là những nhân vật hư cấu trong các tập truyện Harry Potter của nữ nhà văn J. K. Rowling. Họ được nhắc đến và xuất hiện trong bộ truyện một cách không thường xuyên hoặc có vai trò trong không lớn.

## Gia đình Dursley
Gia đình Dursley là một gia đình Muggle hư cấu trong bộ truyện Harry Potter của nữ nhà văn J. K. Rowling. Họ xuất hiện lần đầu tiên trong Harry Potter và Hòn đá Phù thủy. Tác giả J. K. Rowling chia sẻ "Dursley được lấy từ tên của một thị trấn tại Gloucestershire, gần nơi tôi được sinh ra. Tôi chưa bao giờ tới Dursley nhưng tôi nghĩ rằng có lẽ nơi này rất cuốn hút với các bạn"
Vào năm Harry Potter được 1 tuổi, cha mẹ cậu bị Chúa tể Hắc ám Voldemort giết chết. Cậu được hiệu trưởng trường Hogwarts là giáo sư Albus Dumbledore và người giữ khóa của trường là ông Rubeus Hagrid đem đến cho gia đình này và xin cho cậu được chăm sóc ở đây (để có thể có được phép bảo vệ cho đến khi Harry được 17 tuổi) vì họ là những người họ hàng duy nhất còn lại của Harry Potter. Tuy nhiên, vì một số lý do đặc biệt, gia đình này không bao giờ chấp nhận thế giới phù thủy, và thậm chí là không chấp nhận cậu. Họ đối xử ghẻ lạnh, tàn tệ, bỏ bê, ác nghiệt hay thậm chí họ coi Harry như người hầu. Vì vậy cho dù được trường Hogwarts cho ăn uống đầy đủ thì Harry cũng không mập lên được một chút nào. Nhưng dù vậy, đến phần bảy, Dudley Dursley, người luôn coi Harry là cái bao cát để đấm đá, đã làm hòa và kính trọng cậu vì đã cứu mạng cậu ta khỏi những Giám ngục Azkaban trong phần năm. Cuối truyện, họ được chuyển tới một nơi an toàn và sống hạnh phúc ở đó.

### Vernon Dursley
Vernon Dursley là dượng của Harry Potter, chồng của Petunia Evans - chị ruột Lily Evans. Ông là người đàn ông to lớn, gần như không có cổ (có lẽ là do ngấn mỡ), cùng một bộ ria mép vĩ đại. Ông là giám đốc công ty sản xuất máy khoan Grunnings. Giống như vợ mình, ông luôn tỏ ra không tin vào thế giới phù thủy và ganh ghét những gì thuộc về thế giới đó kể cả người cháu Harry Potter. Tập 1, Vernon đã nhận lời nuôi Harry Potter. Tuy nhiên cả gia đình lại hắt hủi và rất ghét Potter trong suốt 11 năm liền. Ông cho Harry đi học nhưng lại giấu nó ở tại gầm cầu thang nhà mình và giấu nó về sự thực của cái chết cha mẹ nó. Khi trường Hogwarts gửi thư mời Harry đi học, không thể trốn, ông đem cả gia đình trốn chạy những lá thư không rõ xuất xứ nhưng lại bị Hagrid bắt kịp và hù dọa. Ngoài ra một lần khác, ông Arthur Weasley - cha của Ronald Weasley đến quậy tung căn phòng khách của gia đình ông. Tập 2, do Dobby có đụng chạm đến đối tác của ông, Harry Potter bị nhốt oan vào phòng và bị cấm tiệt không được đến trường. Tuy nhiên nhờ chiếc xe bay, Fred, George Weasley, Ron đã cứu Harry ra khỏi căn nhà đó. Trong tập 5, những thành viên của hội Phượng hoàng đã dụ gia đình ông đi lãnh giải thưởng ảo để đón Harry Potter. Tập 6, Dumbledore đã đích thân đến nhà Dursley để bàn chuyện về Harry Potter. Ở đó Gia tinh Kreacher cũng có mặt. Tập 7 cuối cùng, cả nhà ông được Hội phượng hoàng đưa đến một nơi an toàn (có thể là Australia hoặc Canada), tránh xa Voldemort.

Trái sang phải: Fiona Shaw vai dì Petunia, Harry Melling vai Dudley, và Richard Griffiths vai dượng Vernon trong Harry Potter và tên tù nhân ngục Azkaban

### Petunia Dursley
Petunia Dursley (trước khi lấy chồng có tên là Petunia Evans) là dì ruột của Harry Potter, chồng là Vernon Dursley và đứa con trai tên Dudley Dursley. Dì được miêu tả là một người phụ nữ cao ốm, mặt dài như mặt ngựa, mái tóc vàng hoe cùng cái cổ dài gấp đôi người thường. Cũng như chồng, dì luôn tự coi như không có cô em gái phù thủy cũng như thế giới pháp thuật. Nhưng sự thật là ngày xưa khi thấy Lily Evans nhập học trường Hogwarts, dì cũng viết thư xin cụ Albus Dumbledore cho nhập học. Nhưng đáng tiếc cho dì là dì không được nhận. Từ đó dì ghét cay ghét đắng thế giới phù thủy. Về sau khi chúa tể Voldemort giết chết gia đình Potter, cụ Albus Dumbledore đã gửi Harry cho dì - người bà con duy nhất còn lại của Harry để tạo nên sức mạnh bảo vệ cho Harry khi đến tuổi trưởng thành. Tuy lúc nào cũng tỏ ra ghét bỏ và coi đứa cháu mình là của nợ nhưng dì cũng có lúc thương Harry. Mỗi khi Vernon Dursley đòi đuổi Harry thì chính dì Petunia là người yêu cầu cho Harry ở lại.

### Dudley Dursley
Là con trai của gia đình Dursley, Dudley luôn được chiều chuộng nên có một thân hình mập ú như cha mình cùng một mái tóc màu vàng hoe của mẹ. Harry luôn xem cậu như một con lợn hồng hào. Ngoài ra, Harry luôn phải nín cười vì những câu nói của dì Petunia khi thể hiện sự yêu quý của mình đến đứa con yêu. Trước khi nhập học Hogwarts, Harry Potter luôn chịu ánh áp bức của Dudley cùng lũ bạn của cậu. Người anh họ này luôn đem Harry làm bài tập quyền anh, rượt bắt,... Khi biết Harry là phù thủy, Dudley vừa ghét vừa sợ Harry vì có lần bác Hagrid làm cho Dudley mọc cái đuôi heo và một lần khác, anh em Weasley lừa Dudley ăn phải kẹo phù luỡi,... Trong tập 5, Dudley bị Giám ngục Azkaban tấn công và được Harry cứu thoát. Từ đó cậu đã chịu ơn Harry, điều này thể hiện rất rõ đến tập 7.

### Marge Dursley
Marge Dursley là chị gái của Vernon Dursley và là cô của Dudley Dursley. Cô bị Harry Potter thổi phồng lên trong phần 3 vì những lời xúc phạm đến Harry và bố mẹ Harry

## Bà Rosemerta
Bà Rosmerta là một nhân vậy hư cấu trong bộ truyện Harry Potter của nhà văn J. K. Rowling. Bà là một bà chủ xinh đẹp của quán rượu Ba Cây Chổi. Trong loạt phim phỏng theo bộ truyện này, diễn viên Julie Christie thủ vai Bà Rosmerta. Bà Rosmerta rất quyết rũ, quản lý cửa hàng của mình rất tốt. Một số học sinh, gồm cả Ronald Weasley, đã bị bà cuốn hút. Quá khứ của bà Rosmerta trước khi xuất hiện trong bộ truyện không được đề cập đến trong truyện. Bà là một trong số những người được nhiều giáo viên đứng đầu trường Hogwarts yêu quý, trong đó có cả giáo sư Albus Dumbledore. Mặc dù được miêu tả là vẫn còn rất quyến rũ nhưng bà là thế hệ trước thế hệ của James Potter, Lily Potter, Peter Pettigrew, Sirius Black, Remus Lupin và Severus Snape, được đề cập là đã làm người phục vụ quán rượu khi còn đi học. Thế hệ đó là khoảng nửa cuối tuổi 30 nên bà phải ít nhất khoảng nửa cuối tuổi 40 hay hơn. Trong văn hóa Gaule-La Mã, Rosmerta là của một nữ thần chủ trì sự sinh sản và sự màu mỡ, sung túc được biết với tên "người cung cấp tuyệt vời" ("Great Provider").
Vai trò
Trong phần 3 Harry Potter và tên tù nhân ngục Azkaban, Bà Rosmerta rất tức giận khi có sự hiện diện của những giám ngục đến từ Azkaban tại làng Hogsmeade khiến cho những vị khách của bà hoảng sợ. Trong những phần đầu của bộ truyện bà không nắm giữ một vai trò quan trọng. Trong phần 6 của Harry Potter và hoàng tử lai, Bà Rosmerta đã không ý thức được rằng mình đã trở thành người trợ giúp cho bọn Tử Thần Thực Tử. Với mục đích hoàn thành kế hoạch ám sát giáo sư Albus Dumbledore, Draco Malfoy đã yểm Lời nguyền Độc đoán Imperio (Imperius Curse) lên bà, lợi dụng bà để đưa chiếc vòng cổ mang lời nguyền đến tay một học sinh trường Hogwarts tên là Katie Bell. Katie đã vô tình chạm vào chiếc vòng và bị ảnh hưởng rất nặng bởi lời nguyền mà đáng lẽ là dành cho giáo sư Dumbledore. Malfoy cũng liên lạc với bà bằng đồng galleon giả, giống như thứ mà Hermione Granger đã dùng trong Đội quân của Dumbledore. Sau khi Harry và giáo sư Dumbledore đã đến hang động tìm chiếc mề đay bị mất, vật được coi là một Trường sinh linh giá của Chúa tể Voldemort, họ độn thổ đến làng Hogsmeade. Tại đây, Bà Rosmerta đã cảnh báo cho họ về Dấu hiệu hắc ám xuất hiện ở phía trường, đồng thời cho họ hai cây chổi để ngay lập tức trở về Hogwarts, nơi mà Draco đã thực hiện xong kế hoạch đưa bọn Tử thần Thực tử đột nhập vào trường. Trong phần bảy Harry Potter và bảo bối tử thần, bà và một số chủ cửa hiệu khác cũng đứng lên chống lại những thuộc hạ của Voldemort, mặc dù chỉ có tên của Aberforth Dumbledore được đề cập đến.

## Aberforth Dumbledore

Ông xuất hiện lần đầu tiên trong Harry Potter và hội Phượng hoàng. Thần hộ mệnh của Aberforth Dumbledore là con dê. Trong loạt phim phỏng theo bộ truyện này, diễn viên Jim McManus thủ vai Aberforth Dumbledore. Aberforth Dumbledore là em của cụ Albus Dumbledore - Hiệu trưởng Trường Phù thủy và Pháp sư Hogwarts. Cụ là chủ quán Cái Đầu Heo, một quán rượu có vẻ "bất thường" ở làng Hogsmeade. Trong các tập đầu, khó có ai tin được hai người Albus và Aberforth là anh em. Aberforth không đam mê sách vở, là người thích dùng sức mạnh cơ bắp hơn là lý lẽ, và cụ cũng là nguyên nhân của chiếc mũi khoằm của Albus, cụ đã đánh bể mũi Albus trong lễ tang em gái họ. Cụ Aberforth được coi là người anh rất quan tâm, yêu thương em gái mình, Ariana Dumbledore. Trong Harry Potter và bảo bối tử thần Aberforth Dumbeldore xuất hiện,bảo vệ Harry, Ron và Hermione khi bọn trẻ bị các Tử Thần Thực Tử truy đuổi nhờ sự trùng hợp về Thần hộ mệnh. Trong trận chiến ở trường Hogwart, cụ đã hạ Tử thần Thực tử Augustus Rookwood.
Ngoài ra, ở phần Sinh vật huyền bí: Những bí mật của Dumbledore đã tiết lộ rằng Credence Barebore là con ngoài giá thú của Aberforth.

## Bathilda Bagshot
Bathilda Bagshot là một sử gia đáng chú ý, và tác giả cuốn sách Lịch sử Pháp thuật được Harry Potter học tại năm thứ nhất. Bà sống tại Thung lũng Godric, là bạn gia đình của cụ Albus Dumbledore và James và Lily Potter. Gellert Grindelwald là cháu trai của bà, sau khi bị đuổi khỏi trường Durmstrang đã đến kết bạn với cụ Dumbledore. Bathilda là nguồn chính thông tin của Rita Skeeter về tiểu sử của Dumbledore, mà Rita đã rút thông tin này dưới ảnh hưởng của Chân dược. Sau khi bà chết, Voldemort đã cho con rắn Nagini nhập vào xác của bà để con rắn cầm chân Harry trong lúc Voldemort tới.

## Barty Crouch Jr
Tên đầy đủ là Bartemius "Barty" Crouch, Junior', nhân vật được sáng tác bởi J.K.Rowling trong bộ truyện Harry Potter của bà. “Bartimeus” là một nhân vật trong Tân Ước, một gã mù được Chúa chữa khỏi. Cái tên này mang tính mỉa mai khi mà chính Bartemius cha không nhận ra rằng con mình mạo nhận bản thân là Moody Mắt-điên. “Crouch” là cái tên khá phổ biến được lấy từ “cross” -  dấu chéo.
Lần đầu tiên xuất hiện: Chương 5, tập 4: Harry Potter và Chiếc cốc lửa. Là con của Bartemius Crouch Sr (Barty Crouch cha), bộ trưởng Bộ Pháp thuật Quốc tế. Ngoại hình: tóc màu rơm, da tái nhợt, khuôn mặt lấm tấm tàn nhang. Lý lịch: Sinh năm 1962. Từng là học sinh xuất sắc ở Hogwarts (đạt được 12 chứng chỉ O.W.L - Pháp thuật thường đẳng). Sau khi y ra trường trở thành Tử thần Thực tử, phục vụ cho Voldemort. Khi Voldemort sụp đổ sau khi tấn công Harry, Barty cùng với Bellatrix Lestrange và hai đồng bọn nữa đã tra tấn vợ chồng Thần sáng Frank Longbottom và Alice Longbottom, cha mẹ của Neville Longbottom, bằng lời nguyền Hành hạ. Sau đó, hắn bị bắt và bị chính cha mình, ông Bartemius Crouch xét xử tống vào ngục Azkaban khi mới 19 tuổi.
Một năm sau, khi mẹ hắn sắp chết, bà thuyết phục chồng cứu hắn. Họ sử dụng Đa quả dịch để đánh tráo người: bà mẹ nằm trong nhà ngục thay con. Còn Barty Crouch Sr thì giấu con trai ở nhà dưới Áo tàng hình và sử dụng lời nguyền Độc đoán để kiểm soát hắn. Voldemort đã biết tin này nhờ khai thác Bertha Jorkins. Ở trận cúp Quidditch, hắn đã ăn cắp chiếc đũa của Harry và sau đó sử dụng nó để gọi lên Dấu hiệu Hắc ám nhằm dọa những tên Tử thần thực tử đang làm loạn. Ở tập 4, trong giấc mơ, Harry Potter luôn nhìn thấy một người lạ mặt cùng Đuôi Trùn đang phục tùng Voldemort nhưng cậu không biết là ai. Chỉ khi trong Chậu tưởng ký, cậu mới biết hắn là một tay chân của Voldemort từng bán rẻ cha mẹ cậu. Sau đó Voldemort đến tìm hắn và giao cho hắn việc giả dạng giáo sư Moody Mắt điên và tìm cách lừa Harry Potter đến chỗ Voldemort. Hắn là giáo viên dạy môn Phòng chống Nghệ thuật hắc ám khá thành công. Ở trường Hogwarts, hắn đã tự tay giết cha mình. Hắn còn tìm mọi cách làm cho Harry vô địch cúp Tam pháp thuật (trước đó hắn đã lén bỏ tên Harry vào Cốc lửa). Khi Harry và Cedric Diggory chạm tay vào chiếc cúp Tam pháp thuật - trước đó đã bị Barty biến thành Khóa cảng, cả hai bị kéo đến nghĩa trang làng Hagleton Nhỏ, nơi chúa tể Voldemort đang chờ sẵn. Barty Crouch đã bị phát hiện hành tung, bị Giáo sư Dumbledore ép phải uống Chân dược và phải khai hết sự thật. Hắn đã bị Giám ngục Azkaban hút linh hồn sau đó.

## Gellert Grindelwald
Gellert Grindelwald là một trong những cái tên trong danh sách "Những Phù Thủy Hắc Ám Nguy Hiểm nhất Mọi Thời Đại", hắn chỉ văng ra khỏi vị trí đứng đầu từ khi Voldemort xuất hiện. Hắn đã từng là người sở hữu cây đũa phép Cơm Nguội trước khi Albus Dumbledore sở hữu nó. Gellert Grindelwald xuất hiện và được miêu tả trong tập 7, khi hắn đã quá già, răng rụng hết và yếu đuối. Thời niên thiếu, hắn học tập ở trường Durmstrang (một trong ba trường đã tham gia trong cuộc thi Tam Pháp Thuật, trường học của Viktor Krum), một trường học nổi tiếng với sự dung túng cho Nghệ thuật Hắc Ám. Ở đó, tài năng của hắn nổi bật lên cũng như tài năng của Dumbledore nổi lên ở Hogwarts. Tuy nhiên hắn không dùng khả năng thiên phú của mình vào mục đích tốt đẹp thay vào đó lại đi sâu vào tìm hiểu những Nghệ thuật Hắc Ám, kết quả là đến Durmstrang cũng không thể dung túng và họ phải đuổi học hắn vào năm hắn 16 tuổi. Sau đó, vì muốn thám hiểm ngôi mộ của Ignotus Peverell (người em út trong 3 anh em nhà Peverell và là người đầu tiên sở hữu Áo khoác tàng hình), hắn đến thung lũng Godric và gặp Albus Dumbledore - một người cũng tài hoa lỗi lạc như hắn. Lợi dụng lúc Albus đang trong trạng thái u uất vì gánh nặng gia đình, hắn đã thuyết phục và làm cho Albus tin tưởng vào kế hoạch của hắn - kế hoạch chinh phục thế giới. Khi hai bộ óc thông minh, tài hoa lỗi lạc gặp nhau, họ đã nhanh chóng thân thiết và cùng nhau hướng đến những mục đích lớn lao. Sau cái chết của Ariana - em gái Albus, Albus hồi tỉnh, còn Grindelwald trốn đi. Sau đó hắn ăn cắp cây đũa phép Cơm Nguội từ ông Gregorovitch và bắt đầu công việc chinh phục thế giới của hắn. Mọi việc chỉ kết thúc khi hắn bị Albus Dumbledore đánh bại trong một trận chiến lịch sử. Cuộc sống của hắn kết thúc trong nhà tù ở Nurmengard - cái mà hắn đã xây dựng để giam cầm những đối thủ của hắn trước đó. Cái chết của hắn được gây ra bởi Voldemort trong lúc hắn truy tìm cây Đũa phép Cơm nguội. Có lời đồn là trong những năm tháng cuối đời ở Nurmengard hắn đã tỏ ra sám hối. Bằng chứng cho việc đó là hắn đã nói dối khi Voldemort hỏi hắn về cây Đũa phép Cơm Nguội, hắn đón nhận cái chết tàn khốc như để trả giá cho những tội lỗi nặng nề mà hắn đã phạm phải trong quá khứ.

## Garrick Ollivander
Ông Ollivander là một trong hai người làm đũa phép nổi tiếng nhất của thế giới phù thủy Châu Âu. Ollivander xuất hiện bốn trong số bảy phần của truyện. Trong loạt phim phỏng theo bộ truyện này, diễn viên John Hurt thủ vai Ollivander. Ollivander được miêu tả như một người kì lạ, đôi mắt sáng như Mặt Trăng, là người làm đũa phép tốt nhất nước Anh và rất được kính trọng. Ollivander mở một cửa hàng (tên là Ollivander's) bán đũa phép có uy tín tại Hẻm Xéo. Sự khéo léo cũng như danh tiếng tốt của ông đã khiến cho những học sinh của trường Hogwarts đều tìm đến đấy để chọn một chiếc đũa phép cho mình. Ông tự hào nói rằng mình có thể nhớ tất cả những cây đũa đã bán cũng như dễ dàng cho biết được đặc điểm của bất kì cây đũa nào khi mới nhìn sơ qua.
Vai trò
Trong tập một, Ollivander đã giúp đỡ Harry Potter trong việc chọn cho mình đũa phép, mà theo ông là tìm "cây đũa phép đã chọn Harry". Cho rằng Harry là một vị khách hàng đặc biệt, cuối cùng ông đã tìm được, cây đũa phép dài hai tấc chín, một sự kết hợp độc đáo giữa cây nhựa ruồi (cây ô-rô) và lông đuôi chim phượng hoàng là thích hợp nhất. Tuy nhiên, ông cũng có một vấn đề đáng lo là con chim phượng hoàng Fawkes đã cho hai chiếc lông, và chiếc lông còn lại đã làm nên lõi trong cây đũa phép của Voldemort. Ông nói với Harry rằng thế giới này có thể tin tưởng vào một điều tuyệt vời từ cậu. Sự xuất hiện của Ollivander trong tập bốn là vào khởi đầu cuộc thi Tam pháp thuật, trong buổi cân đũa phép. Là một chuyên gia về đũa phép, nhiệm vụ của ông là đánh giá sự thích hợp của cây đũa đối với từng thí sinh. Sự do dự và quan tâm đặc biệt của ông về cây đũa phép của Harry khiến cậu cảm thấy lo lắng. Đồng thời, ông còn thể hiện sự thiên vị đối với những cây đũa phép do ông tạo ra và do người khác. Ví dụ như cây đũa của Fleur Delacour có lõi là tóc tiên nữ không được ông tán thành. Tập 6, Ollivander biến mất, cửa hiệu cũng đóng cửa. Không ai biết thông tin gì về ông ngoài việc Neville Longbottom là người cuối cùng mua cây đũa phép trước khi ông mất tích. Tiếp theo tập trước, hiện Ollivander bị giam giữ tại nhà Malfoy, bị Chúa tể Voldemort tra tấn bằng lời nguyền tra tấn để khai thác thông tin, biết rằng lõi đũa phép của hắn và của Harry đều làm từ lông đuôi con chim phượng hoàng Fawkes. Cuối cùng, ông cũng được Harry và con gia tinh Dobby giải thoát, đưa về nhà của Fleur và Bill Weasley để hồi phục sức khỏe. Tại đó, ông đã không có khả năng để sửa được cây đũa thần bị gãy của Harry, nhưng lại có thông tin về cách sử dụng sức mạnh của Cây đũa ngàn năm. Đồng thời, ông cũng làm một cây đũa mới cho Luna Lovegood.

## Olympe Maxime
Bà Olympe Maxime là Hiệu trưởng Học viện pháp thuật Beauxbatons. Trong phần bốn của phim, diễn viên Frances de la Tour thủ vai bà Olympe Maxime. Olympe là một phụ nữ có nửa dòng máu người khổng lồ giống giáo sư Rubeus Hagrid nên bà cũng có chiều cao tương đương ông ta. Tuy nhiên, bà thường chối bỏ về nguồn gốc này của mình. Olympe được miêu tả là một phụ nữ duyên dáng, lịch thiệp, có làn da nâu ô-liu, thường mặc chiếc áo dài bằng vải xa-tanh đen bóng. Theo giáo sư Albus Dumbledore, bà là một bạn nhảy tuyệt vời. Từ cái nhìn đầu tiên, Hagrid đã muốn chinh phục bà, bằng việc cố gắng ăn mặc chỉnh tề đàng hoàng và ăn nói tử tế hơn. Tuy nhiên, có vẻ điều đó không được thành công. Trong tang lễ của hiệu trưởng Albus Dumbledore, họ đã an ủi lẫn nhau. Và hành động đó có thể tăng thêm tình cảm trong phút chốc, nhưng vẫn không rõ được hai người ý định tiếp tục theo đuổi một mối quan hệ tình cảm lãng mạn nữa hay không. Bà Olympe xuất hiện lần đầu tiên trong phần bốn, Harry Potter và chiếc cốc lửa, khi cùng một số học sinh đến trường Hogwarts tham gia cuộc thi Tam Pháp thuật. Trong phần năm, Harry Potter và hội Phượng hoàng, Hagrid đã kể với Harry, Ron Weasley và Hermione Granger rằng ông đã cùng bà đến thăm thế giới của người khổng lồ vào mùa hè. Trong phần sáu, Harry Potter và hoàng tử lai, bà là một trong số người đến dự tang lễ của cụ Dumbledore, bày tỏ sự kính trọng của mình. Trong tiếng Pháp, Olympe có nghĩa là Olympus, ngọn núi nơi trú ngụ của những vị thần Hy Lạp. Còn Maxime trong tiếng Pháp có nghĩa là "người chính, người đứng đầu"; trong tiếng Latin nó có gốc là Maxima và có nghĩa là "lớn nhất, to nhất".

## Rita Skeeter
Rita Skeeter là phóng viên của tờ Nhật báo Tiên tri thường đi cùng với đồng sự là người thợ chụp ảnh Bozo. Rita Skeeter có mái tóc xoăn và ba chiếc răng bằng vàng.
Vai trò
Tập Harry Potter và chiếc cốc lửa, Rita Skeeter chịu trách nhiệm phỏng vấn các học sinh tham gia kỳ thi Tam pháp thuật. Bà đã bịa truyện về Harry Potter, Hermione Granger và rất nhiều người khác, đồng thời vạch trần sự thật rằng Rubeus Hagrid là người khổng lồ. Cuối cùng bà bị Hermione bắt với bộ dạng một con bọ cánh cứng và nhốt trong chiếc lọ thủy tinh. Chính hình dạng này đã giúp bà ta có được những thông tin từ trong trường Hogwarts. Rita Skeeter cũng là một trong số những người tham dự tang lễ của Hiệu trưởng Albus Dumbledore. Tập cuối, Rita Skeeter tiếp tục viết những điều xấu xa nhằm bôi nhọ Albus Dumbledore, Harry Potter và Hội Phượng hoàng. Thậm chí, bà còn viết thành một cuốn sách về cụ Dumbledore và gia đình với tựa đề "Chuyện đời và chuyện xạo của Albus Dumbledore" qua việc ếm bùa bà Bathilda Bagshot. Điều này làm Harry rất tức giận, tuy nhiên chúng cũng gợi mở và làm cho Harry biết thêm được đôi điều.

## Viktor Krum
Viktor Krum là tầm thủ gia của đội Quidditch Bulgaria. Anh xuất hiện lần đầu tiên trong Harry Potter và chiếc cốc lửa. Trong loạt phim phỏng theo bộ truyện này, diễn viên Stanislav Ianevski đóng vai Viktor Krum. Ianevski được chọn trong 3000 ứng cử viên cũng là người Bungaria du học tại Anh. Krum xuất hiện nhiều và có tầm ảnh hưởng khá lớn trong Harry Potter và chiếc cốc lửa và được nhắc tới mờ nhạt hơn sau đó (chủ yếu là trong trận cãi nhau của Ron và Hermione) và cuối cùng cũng xuất hiện trong Harry Potter và bảo bối tử thần.
Vai trò
Krum là một tầm thủ của đội Quidditch Bulgaria, trong đội hình tham dự Cúp Quidditch Thế giới tổ chức vào mùa hè năm thứ tư của Harry tại trường Hogwarts. Trong kỳ thi Tam Pháp thuật tổ chức tại Hogwarts, Krum là thí sinh của trường Durmstrang và nhanh chóng lấy được cảm tình từ các nữ sinh Hogwarts. Ron Weasley rất hâm mộ Krum, nhưng cảm thấy bị bỏ rơi khi Krum cặp bồ với Hermione, nhất là cảnh họ thân thiết trong buổi dạ vũ Giáng sinh. Krum đã bị ếm lời nguyền độc đoán để tấn công các thí sinh khác phần thi thứ 3 trong kỳ thi Tam Pháp thuật. Hết năm học, Krum về trường. Victor Krum tiếp tục xuất hiện trở lại tại lễ cưới của Bill Weasley với Fleur Delacour.

## Cedric Diggory
Cedric Diggory là một nhân vật trong bộ truyện Harry Potter của nữ nhà văn Anh Quốc J. K. Rowling. Anh xuất hiện lần đầu tiên trong Harry Potter và tên tù nhân ngục Azkaban. Anh hơn Harry Potter 3 tuổi, là đội trưởng đội Quidditch và là học sinh xuất sắc của nhà Hufflepuff. Đoạn cuối Harry Potter và chiếc cốc lửa, anh được cụ Albus Dumbledore và toàn thể học sinh trong trường, nhất là Harry tưởng nhớ. Anh được miêu tả là rất đẹp trai và thu hút với mái tóc màu sẫm và đôi mắt màu xám. Không chỉ điển trai và tài giỏi, Cedric còn rất tốt bụng, sòng phẳng và dũng cảm. Anh được cụ Dumbledore mô tả là "một người bạn tốt và trung thành, hội đủ mọi phẩm chất của nhà Hufflepuff". Bố của Cedric là ông Amos Diggory, nhân viên làm ở Bộ Pháp thuật. Cedric là nhân vật được cô Rowling coi trọng, tên của anh cũng là tên nhân vật của tác giả mà cô yêu thích. Trong phim, Cedric do diễn viên Robert Pattinson thủ vai.
Vai trò
Tập 3, Cedric Diggory là đội trưởng kiêm Tầm thủ đội Quidditch của nhà Huflepuff, trong trận đấu với đội Gryffindor, Harry đã nhìn thấy bọn giám ngục Azkaban và bị ngã khỏi cán chổi và Hufflepuff đã chiến thắng.
Trong tập 4, Cedric được Chiếc Cốc Lửa chọn làm quán quân chính thức của Hogwarts trong cuộc đấu Tam Pháp thuật và nhận được phần lớn sự ủng hộ của toàn trường. Ở thử thách đầu tiên, Cedric được Harry tiết lộ về đề thi và anh đã vượt qua thành công. Sau đó ở vũ hội Giáng sinh, Cedric cũng đã giành được tình cảm của Cho Chang trước Harry Potter, khiến Harry có cảm nghĩ về Cedric là "đầu óc không đầy một cái chén đựng trứng". Nhưng sau đó, Harry cũng được Cedric tiết lộ về cách mở quả trứng vàng, nhờ đó Harry biết được nội dung bài thi thứ hai. Trong thử thách cuối cùng, Cedric giúp Harry thoát khỏi lời nguyền của Viktor Krum và sau đó do cùng Harry cầm Cúp Tam Pháp Thuật (đã bị biến thành Khóa cảng), Cedric và Harry đã bị đưa đến nơi Voldemort đã đợi sẵn. Cedric bị Đuôi Trùn giết chết nhưng linh hồn Cedric đã cùng với những linh hồn khác che chở cho Harry bỏ trốn, cái chết của Cedric gây nên một cú sốc mạnh đến Cho Chang. Và dù cho khi đã chấp nhận làm bạn gái của Harry, Cho vẫn luôn nhớ và cảm thấy có lỗi với người bạn trai đã mất.

## Xenophilius Lovegood
Cha của Luna Lovegood, là chủ bút tờ báo "Người dẻo mồm" hay còn gọi là "Kẻ lý sự", một tờ báo được xem là báo lá cải. Cũng như con gái mình, Xeno lập dị và có niềm tin vào những điều kì quái. Ngoài ra ông cũng tỏ ra là người dũng cảm khi công khai ủng hộ Harry Potter trên tờ báo của mình dưới thời của Voldemort, tuy nhiên bọn Tử thần Thực tử đã bắt cóc Luna và ép ông chống đối Harry. Là người cha cực kì yêu thương con, ông đã bán đứng Harry và các bạn với hy vọng bọn Tử thần Thực tử sẽ trả lại Luna cho ông. Ông đóng vai trò quan trọng trong việc khám phá ra các bảo bối tử thần khi kể cho Harry về chúng. Ông chỉ xuất hiện trong Harry Potter và Bảo bối tử thần nhưng có được nhắc đến trong phần năm khi cho đăng bài báo phỏng vấn Harry.

## Vincent Crabbe và Gregory Goyle
Gregory Goyle là một nhân vật có thân hình chậm chạp, cục mịch, ngu ngốc. Cùng với Vincent Crabbe, luôn luôn tuân mệnh Draco Malfoy một cách tuyệt đối. Draco làm gì Gregory Goyle cũng làm theo như cùng cười chọc quê các nhân vật khác. Cha Gregory Goyle là một Tử thần thực tử. Trong năm thứ hai, Harry Potter đã giả dạng cậu ta để theo dõi Draco. Trong phần 7, Crabbe đã chống lại lệnh Malfoy để cố gắng giết Harry.
Từ “Gregory” trong Gregory Goyle có nguồn gốc từ tiếng Hy Lạp, có nghĩa là “cảnh giác” hoặc “cảnh báo” và có thể ám chỉ cách nhân vật này canh chừng và bảo vệ Draco Malfoy như một vệ sĩ.
Từ “Vincent” trong Vincent Crabbe xuất phát từ “Vincere” trong Tiếng Latinh, có nghĩa là “để chinh phục”, giống với những gì mà Vincent muốn đạt được cùng Goyle và Malfoy. 

## Pansy Parkinson
Pansy Parkinson là một thành viên nhà Slytherin, là bạn và cũng được xem là bạn gái của Draco Malfoy ở Hogwarts. Nhưng sau này hai người không bao giờ đến với nhau, Draco đã kết hôn với Astoria Greengrass và có một con trai là Scorpius Malfoy. Cô cũng xấu tính, hay trêu chọc Harry Potter và những người xung quanh cậu, chuyên cung cấp thông tin nói xấu Hermione Granger cho bà nhà báo Rita Skeeter trên tờ Nhật báo tiên tri. Trong trận chiến cuối cùng, cô đã muốn giao nộp Harry cho Voldemort nhưng sau đó cô đã bị giáo sư McGonagall mời ra ngoài đầu tiên.
Pansy mang họ Parkinson, là một trong 28 dòng họ thuần chủng lâu đời nhất giới phù thủy.
Pansy được lấy từ tiếng Pháp, là tên một loài hoa.

## Gabrielle Delacour
Gabrielle Delacour là một vật hư cấu trong tác phẩm Harry Potter của nữ nhà văn Anh Quốc J. K. Rowling. Cô xuất hiện lần đầu tiên trong Harry Potter và chiếc cốc lửa. Trong phim, diễn viên Angelica Mandy thủ vai Gabrielle Delacour. Giống người chị, Gabrielle Delacour mang trong người một phần dòng máu tiên nữ vì bà ngoại cô là một tiên nữ chính gốc với mái tóc đặc trưng màu bạch kim dài đến ngang hông. Lúc xuất hiện lần đầu tiên, cô khoảng 8 tuổi vì trong phần bảy, cô mới 11 tuổi tại lễ cưới của người chị Fleur và Bill Weasley. Gabrielle Delacour là con gái của Monsieur Delacour và Apolline Delacour. Cô là em gái của Fleur Delacour, quán quân của trường Beauxbatons trong cuộc thi Tam Phép thuật. Sau này, cô còn là em dâu của Bill Weasley và là dì của Victorie Weasley. Cô sống tại Pháp với cha mẹ mình. Trong tập 4, suốt cuộc thi Tam Pháp thuật, trong khi Fleur là quán quân trường Beauxbatons thì Gabrielle cùng Hermione Granger, Ronald Weasley và Cho Chang trở thành "mục tiêu" dưới nước để các quán quân đến cứu. Fleur không thể cứu Grabrielle đúng giờ vì bị cản trở bởi quái vật Grindylows và buộc phải quay trở về. Harry Potter đã đến cứu cả cô cùng với Ron. Sau sự việc này, Fleur đã trở nên hòa đồng hơn trong Hogwarts. Grabrielle và Ginny Weasley xuất hiện tại lễ cưới của Bill và Fleur với tư cách là những phù dâu.

## Oliver Wood
Oliver Wood là đội trưởng và là thủ môn của đội Quidditch của nhà Gryffindor ở 3 tiểu thuyết đầu tiên và được giới thiệu lần đầu tiên tại Harry Potter và hòn đá phù thủy. Anh ấy được miêu tả bằng hình tượng cao lớn và vạm vỡ. Wood không những có tài năng, đam mê và dường như được sinh ra để làm thủ lĩnh, anh ấy còn thể hiện mình như một người đốc thúc các thành viên trong đội từ sự quan sát của anh ấy trong trận đấu; anh ấy không bao giờ hủy bỏ những buổi tập kể cả khi thời tiết xấu để duy trì những buổi tập vài tiếng đồng hồ vào sáng sớm. Mặc dù Oliver là một người tốt, nhưng anh lại không biết cách ứng xử cho lắm. Khi Oliver xuất hiện trong Chiếc cốc lửa, khi anh ấy hào hứng giới thiệu Harry cho cha mẹ anh ấy ở Trận đấu Quidditch Thế giới và thông báo rằng anh đã tham gia vào đội dự bị Puddlemere United. Anh ấy là một học viên của Hogwarts, ở quá khứ và hiện tại, tham gia vào trận chiến Hogwarts trong Bảo Bối Tử Thần, và lần đầu tiên xảy ra xung đột giữa những người còn sống sót; Harry thấy anh ấy giúp đỡ Neville Longbottom khiêng Colin Creevey. Anh ấy là đàn anh khóa trên trước Harry 4 năm trong Gryffindor. Oliver Wood được thể hiện bởi Sean Biggerstaff ở hai đầu phần phim và 1 lần nữa trong phần thứ 8.